# Oddrúnargrátr
Oddrúnargrátr (o lamento de Oddrún) ou Oddrúnarkviða (o poema de Oddrún) é um poema Eddico encontrado no manuscrito do Codex Regius, onde sucede o Guðrúnarkviða III e antecede o Atlakviða.
O conteúdo principal do poema é o lamento de Oddrún, irmã de Atli, por Gunnar, seu amor perdido e proibido. O poema está bem preservado e se acredita que seja uma composição relativamente tardia, talvez do século XI. O metro usado é o fornyrðislag.